# Cardones (Arucas)
Cardones es una localidad del municipio de Arucas, Gran Canaria, España. Está situada en la falda de la montaña homónima a unos 8 km de la capital municipal. En 2023 contaba con 4540 habitantes.

## Historia
Se cree que los inicios del asentamiento provienen del siglo XVII, el topónimo, similar a otros varios de Canarias, hace referencia a la vegetación existente en la zona, el cardón (Euphorbia canariensis), que se extendía por la falda de la montaña. Dicho asentamiento se atribuye a pastores trashumantes que acabaron estableciéndose en la zona rica en pastos y nacientes.
En 1904 se inauguró la primera ermita de la localidad, dedicada a San Isidro.